# 格蘭德艾爾 (緬因州普查規定居民點)
格蘭德艾爾（英語：Grand Isle）是位於美國緬因州阿魯斯圖克縣的一個普查規定居民點。

## 人口
根據2020年美國人口普查的數據，格蘭德艾爾的面積為1.80平方千米，當中陸地面積為1.61平方千米，而水域面積為0.19平方千米。當地共有人口184人，而人口密度為每平方千米102.22人。